# Tetra Open Cologne
Die Tetra Open Cologne waren ein großes, internationales Turnier im Rollstuhl-Tischtennis, das in den Jahren 2004, 2006 und 2010 in Köln stattfand. Mit jeweils zwischen 40 und 50 Spielern aus rund 15 Nationen war es zeitweise das größte Tetraplegie-Tischtennis-Turnier der Welt. Turnierdirektor war der amtierende Weltmeister im Rollstuhl-Tischtennis Holger Nikelis.
Sieger im Einzel der Wettkampfklassen 1 bzw. 1-2 bei den Herren waren Hae Kon Lee (2004), Andreas Vevera (2006) und Jean Francois Ducay (2010), bei den Damen Isabelle Lafaye Marziou (2006) und Pamela Pezzutto (2010).